# گیزا فلیسیتاس کراوسه
گیزا فلیسیتاس کراوسه (آلمانی: Gesa Felicitas Krause؛ زادهٔ ۳ اوت ۱۹۹۲) دونده دو نیمه‌استقامت زن اهل آلمان است.
وی در مسابقات کشوری و بین‌المللی در مجموع برندهٔ ۴ مدال طلا، ۳ مدال برنز شده‌است.